# Protocole no 6 à la Convention européenne des droits de l'homme
Le Protocole no 6 à la Convention européenne des droits de l'homme est un texte élaboré par le Conseil de l'Europe. Il vise à restreindre l'application de la peine de mort en l'abolissant en temps de paix. C'est le seul protocole facultatif à la Convention à avoir été signé et ratifié par tous les membres du Conseil de l'Europe.
Il a par la suite été complété par le Protocole no 13 qui abolit la peine de mort en toutes circonstances, y compris en temps de guerre ou de menace de guerre.
Dans son arrêt Al-Saadoon et Mufdhi c. Royaume-Uni datant de 2010, la Cour a conclu que l'article 2 de la Convention interdisait la peine de mort, en raison de la tendance générale à son abolition parmi les États parties à la Convention. Ainsi, la ratification de ces deux protocoles est désormais essentiellement symbolique : elle témoigne de l'engagement volontaire de l'État partie envers la tendance abolitionniste en Europe, sans que cela ne soit une exigence à laquelle il serait contraint de se conformer.